# Perikhóra
Perikhóra (Perichora) är en ort i Grekland.   Den ligger i prefekturen Nomós Drámas och regionen Östra Makedonien och Thrakien, i den nordöstra delen av landet, 300 km norr om huvudstaden Aten. Perikhóra ligger 150 meter över havet och antalet invånare är 181.
Terrängen runt Perikhóra är varierad. Runt Perikhóra är det ganska glesbefolkat, med 29 invånare per kvadratkilometer. Närmaste större samhälle är Dráma, 18,4 km öster om Perikhóra. Trakten runt Perikhóra består till största delen av jordbruksmark.